# Poodytes gramineus
Poodytes gramineus é uma espécie de ave da família Locustellidae.
Pode ser encontrada nos seguintes países:  Austrália e Indonésia (Nova Guiné Ocidental).

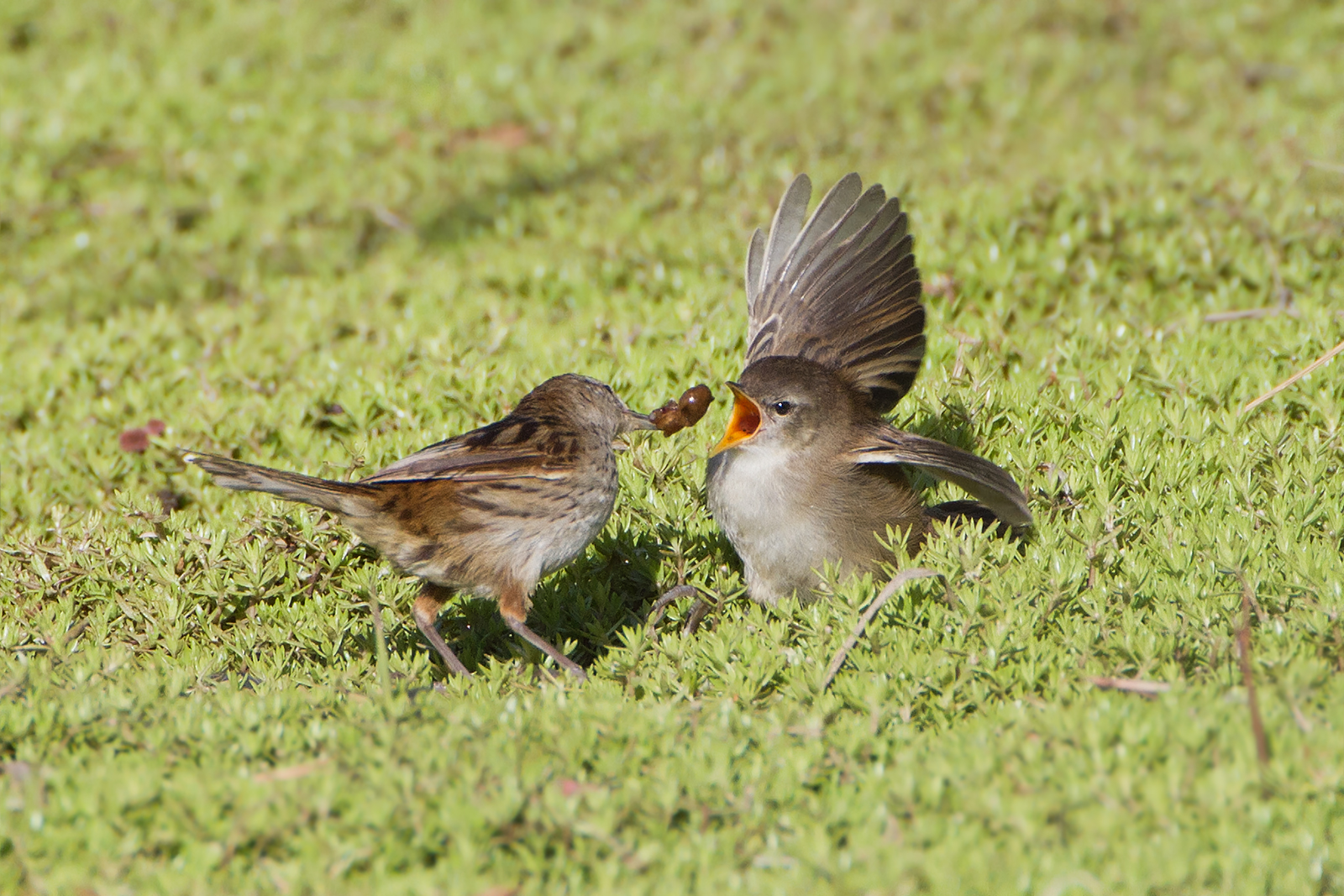